# 조국과 청춘 1집
조국과 청춘 1집은 조국과 청춘의 첫 번째 앨범이자 데뷔 앨범이다.

## 개요
1992년에 발매되었다. 앨범에는 "서울지역총학생회연합", "서총련 노래단"이라고 명시되어 있으나(여기서 '서총련'은 한총련의 일원이다), 당시에는 한총련의 전신인 전대협 소속이었기 때문에 전대협의 노래단이라 봐야 한다. 자신들의 이름을 딴 <조국과 청춘 1>외 총 16곡이 수록되어 있다.

## 수록곡
수록곡은 다음과 같다.
- <갈꺼야>
- <그대 눈물 마르기 전에>
- <그대와의 만남>
- <나의 친구야>
- <내가 그대를 처음 만난날>
- <노정권 심판가>
- <녹슬은 해방구>
- <다시 살아 부르는 노래>
- <당당한 주인으로>
- <복수가>
- <어기여차 통일의 바다로>
- <어머니의 소원>
- <열사의 노래>
- <자주 민주 통일가>
- <조국>
- <조국과 청춘 1>